# Santok

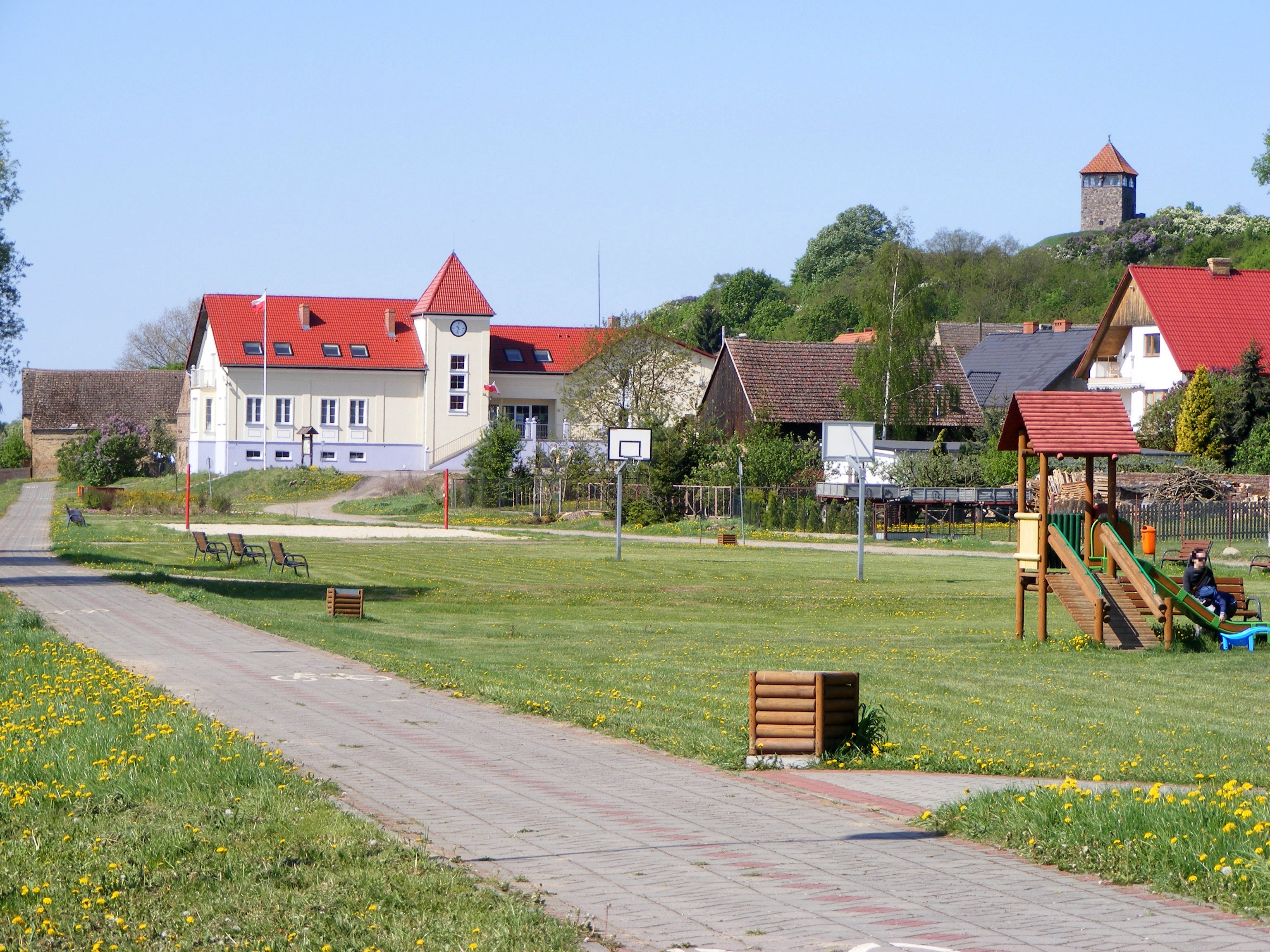
Vy mot Santoks kommunhus och det rekonstruerade medeltida vakttornet.

Santok ['santɔk], tyska: Zantoch, är en ort i Lubusz vojvodskap i västra Polen, belägen omkring 10 kilometer öster om residensstaden Gorzów Wielkopolski. Orten hade 780 invånare i slutet av 2016 och är centralort i en landskommun, Gmina Santok, med 8 277 invånare samma år. Administrativt ingår orten och kommunen i distriktet Powiat gorzowski.

## Geografi
Santok ligger vid floden Notećs mynning i den större floden Warta. Gorzów Wielkopolski är närmaste större stad, belägen omkring 10 kilometer västerut, och Strzelce Krajeńskie ligger omkring 20 kilometer norrut.

## Historia
De äldsta arkeologiska spåren av bosättningar i området är från romersk tid. En befästning uppfördes här i slutet av 600-talet vid Notećs mynning. Omkring år 900 uppfördes en fästningsvall med palisad. Orten brändes ned till grunden år 965 men återuppfördes under Boleslav I av Polens regeringstid, men den totala förstörelsen kom att upprepas flera gånger. Mellan 600-talet och 1400-talet finns sammanlagt 12 olika arkeologiska lager av olika bosättningar. På 900-talet hade bosättningen en diameter på omkring 200 meter. Under 1000-talet kom en borg att uppföras innanför fästningsvallen, vilken under 1300-talet ersattes med ett omkring 10 gånger 10 meter stort stentorn.
Orten omnämns första gången i historiska källor omkring år 1100. Enligt Gallus Anonymus fanns här två befästa orter på var sin sida av Noteć, en pommersk vid det nuvarande slottsberget på den norra sidan och en polsk på den södra sidan. Den polska orten kallas "clavem et terris custodiam" (Vakttorn och nyckel till det polska kungadömet) av Gallus Anonymus som räknade den som ett betydande gränsfäste. Under början av 1200-talet tillhörde området olika hertigdömen under det polska huset Piast; först hertigdömet Storpolen, 1234–1247 Schlesien, därefter åter Storpolen. 1251 anfölls orten av hertig Barnim I av Pommern som dock inte kunde inta fästet utan istället anlade en ny bosättning på andra sidan Warta. 
I mitten av 1200-talet kom markgrevskapet Brandenburg att befästa sina intressen i området. Santoks borglän medfördes 1260 som hemgift av Konstancja av Storpolen i giftet med Konrad I av Brandenburg, son till den regerande markgreven av Brandenburg-Stendal, Johan I av Brandenburg. Freden blev dock bräcklig och orten återerövrades av Storpolen 1278. I samband med Przemyslaw II av Polens död 1296 kom Brandenburg åter att inta fästet, och med undantag för en period mellan 1365 och 1370 under Kasimir III av Polen, då orten kontrollerades av det polska kungadömet, blev orten därefter varaktigt del av Neumark i östra Brandenburg.
Under det brandenburgska styret kom orten att förlora i betydelse till den växande handelsstaden Landsberg an der Warthe, det nuvarande Gorzów Wielkopolski. 1433 brändes och ödelades både Landsberg och Santok med omgivningar av husiterna.
Orten intogs av röda armén 20 januari 1945 och kom att ställas under polskt styre efter andra världskriget. Den tysktalande befolkningen i regionen fördrevs och ersattes under följande decennier av huvudsakligen polsktalande flyktingar och bosättare från andra delar av Polen.
Orten tillhörde Gorzóws vojvodskap 1975–1998 och är sedan 1999 del av Lubusz vojvodskap.

## Kommunikationer
Genom Santok löper järnvägen Tczew–Kostrzyn nad Odrą, som har en hållplats för regionaltåg här. Järnvägen byggdes som del av den Preussiska östra stambanan på 1850-talet, men trafikeras idag huvudsakligen av regionaltrafik på linjen Gorzów Wielkopolski–Krzyż Wielkopolski(–Poznań).
Genom orten löper även den regionala vojvodskapsvägen 158 från Krzyż Wielkopolski till Gorzów Wielkopolski.

## Kultur och sevärdheter
Till ortens sevärdheter hör det lokalhistoriska museet, kyrktornet från 1700-talet och naturskyddsområdet Santockie Zakole, samt det medeltida vakttornet som restaurerades 1936.